# Lilesville
Lilesville är en kommun (town) i Anson County i North Carolina. Vid 2020 års folkräkning hade Lilesville 395 invånare.